# 趙朓

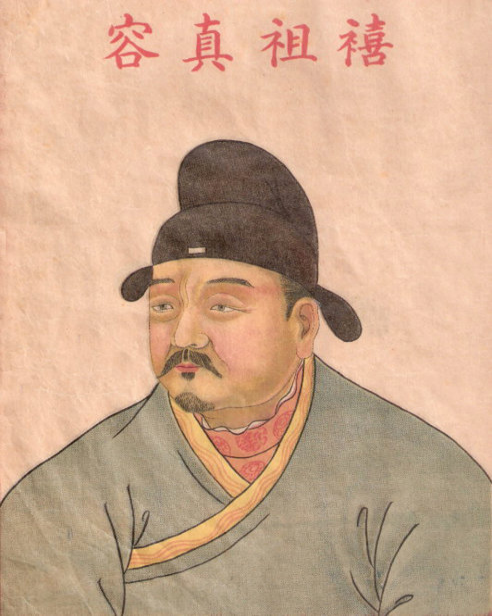
宋僖祖趙朓

宋僖祖趙朓（?—?），涿郡清苑（今河北省保定市清苑区）人，趙珽的父亲，趙敬的祖父，趙弘殷的曾祖父，趙匡胤的高祖父，称西汉京兆尹赵广汉的后裔。
在唐朝为官，历任永清、文安、幽都（今北京）县令。960年，趙匡胤建立宋朝，追尊趙朓为文献皇帝，庙号僖祖。宋真宗天禧元年（1017年）正月九日改稱文獻睿和皇帝。宋徽宗大觀元年（1107年）九月，增加諡號為十六字，是為立道肇基積德起功懿文憲武睿和至孝皇帝。

## 陵墓
墓地号为钦陵。陵在幽州（今河北省保定市清苑区），南宋时在宋朝统治疆域之外，没有维护。议谥，翰林学士窦俨撰；册文，中书舍人扈蒙撰。大中祥符五年（1012年）闰十月加谥册文，枢密使、同中书门下平章事王钦若撰。大观元年九月（1107年）加谥谥议，翰林学士薛昂撰；册文，宰相蔡京撰。